# Kacper Śledziński
Kacper Śledziński (ur. 1975 w Krakowie) – polski historyk i pisarz.

## Życiorys
Absolwent Uniwersytetu Jagiellońskiego, publikował na łamach „Dziennika Polskiego” i miesięcznika „Spotkania z Zabytkami”. Autor popularnonaukowych książek poświęconych między innymi dokonaniom polskich oddziałów i żołnierzy podczas II wojny światowej. W 2011 roku opublikował nakładem wydawnictwa ZNAK książkę Czarna Kawaleria. Bojowy szlak pancernych Maczka nominowaną między innymi do tytułu Książki Historycznej Roku, natomiast w roku 2012 – uznaną za nierzetelną – książkę pt. Cichociemnych. Elitę polskiej dywersji (wznowienie w 2022). W przeszłości pisał także książki poświęcone wojskowości polskiej i słowiańskiej wcześniejszych epok.

## Książki
- Zbaraż 1649, Bellona 2004, seria Historyczne bitwy.
- Cecora 1620, Bellona 2007, seria Historyczne bitwy.
- Wojowie i grody, Słowiańskie Barbaricum, Libron 2009.
- Czarna Kawaleria. Bojowy szlak pancernych Maczka, Społeczny Instytut Wydawniczy Znak 2011.
- Cichociemni. Elita polskiej dywersji, Społeczny Instytut Wydawniczy Znak 2012, 2022.
- Odwaga straceńców. Polscy bohaterowie wojny podwodnej, Społeczny Instytut Wydawniczy Znak 2013.
- Tankiści. Prawdziwa historia czterech pancernych, Znak Horyzont 2014.
- Wyklęta armia. Odyseja żołnierzy Andersa, Znak Horyzont 2017.
- W tajnej służbie. Wojna wywiadów w II RP, Znak Horyzont 2018.

## Kontrowersje
W lipcu i sierpniu 2022 portal elitadywersji.org – kompendium wiedzy o 316 Cichociemnych spadochroniarzach Armii Krajowej poinformował, iż znalazł aż 189 błędów merytorycznych w wydanej przez wydawnictwo Znak książce pt. Cichociemni. Elita polskiej dywersji (wydania z 2012 oraz 2022) i nazwał ją „śmieciem pseudohistorycznym”; ponadto wydanie z 2022 opublikowano z okładką na której przedstawiono hitlerowskiego strzelca spadochronowego jako „cichociemnego”. Portal opublikował także erratę z wykazem błędów w tej książce – plik pdf. Wydawnictwo przeprosiło za opublikowanie błędnego zdjęcia, ale nie odniosło się w żaden sposób do wskazanych w książce błędów.
Pod koniec sierpnia 2022 historyk dr Bartłomiej Szyprowski poinformował, że znalazł aż 152 błędy w tej samej książce oraz opublikował na swojej stronie „Wykaz błędów i niedokładności w publikacji K. Śledzińskiego Cichociemni. Elita polskiej dywersji, Kraków 2022” Wykaz błędów do pobrania na stronie bartlomiejszyprowski.pl W czerwcu 2023 dr Bartłomiej Szyprowski opublikował w kwartalniku historycznym „Glaukopis” (nr 40/2023) recenzję tej książki pt. „O konieczności weryfikacji źródeł historycznych. Recenzja książki Kacpra Śledzińskiego. Cichociemni. Elita polskiej dywersji”. Recenzja do pobrania tutajj (plik pdf).
Po odliczeniu tych samych błędów, łącznie w książce „Cichociemni. Elita polskiej dywersji” dopatrzono się aż 246 błędów merytorycznych i nieścisłości (niedokładności).